# Phlebopenes autazensis
Phlebopenes autazensis is een vliesvleugelig insect uit de familie Eupelmidae. De wetenschappelijke naam is voor het eerst geldig gepubliceerd in 1920 door Roman.